# 和歌山城
和歌山城是一座位於日本和歌山縣和歌山市市中心的梯郭式平山城，因為位於虎伏山上，所以又稱為虎伏城。紀之川流經和歌山城的北部，為城堡天然的護城河。它與松山城、姬路城合稱日本三大連立式平山城。
和歌山城曾經為德川御三家中治理紀伊藩（又名紀州藩、和歌山藩）的紀伊德川家的居所，紀伊藩的的第五代藩主吉宗和第十三代藩主慶福，後來分別成為幕府第八代將軍德川吉宗和第十四代將軍德川家茂。和歌山城曾經被日本指定為國寶，但是後來在第二次世界大戰期間遭到美軍轟炸而燒毀，現在的和歌山城是於1958年所重建完成的。和歌山縣出身的企業家松下幸之助對於和歌山城重建提供許多資金。
德川御三家的城郭非常的遼闊，現在和歌山城的面積只有極盛時期的4分之1而已。曾經是和歌山城內的地方包括了現在的和歌山市政府、和歌山市消防局、和歌山地方法院、和歌山家庭裁判所、和歌山地方檢察廳以前官方組織和學校、商業設施、辦公室街與和歌山中央郵局等地區，是規模非常大的城堡，但其實本來預定建造的城堡規模是更巨大的。

## 歷史
豐臣秀吉的唯一弟弟豐臣秀長在天正13年（1585年）為紀州征伐的副將而參與布陣，平定之後紀伊國與和泉國這兩個國家被納入。當時豐臣秀吉選定虎伏山這個地方（並稱為吹上峰）來建城，命築城高手藤堂高虎來設計建造和歌山城。
隔年天正14年（1586年），桑山重晴為俸祿3萬石的和歌山城主，他也對城堡的中心部份進行了整修。文祿5年（1596年）桑山重晴去世後，他的孫子桑山一晴繼任城主。

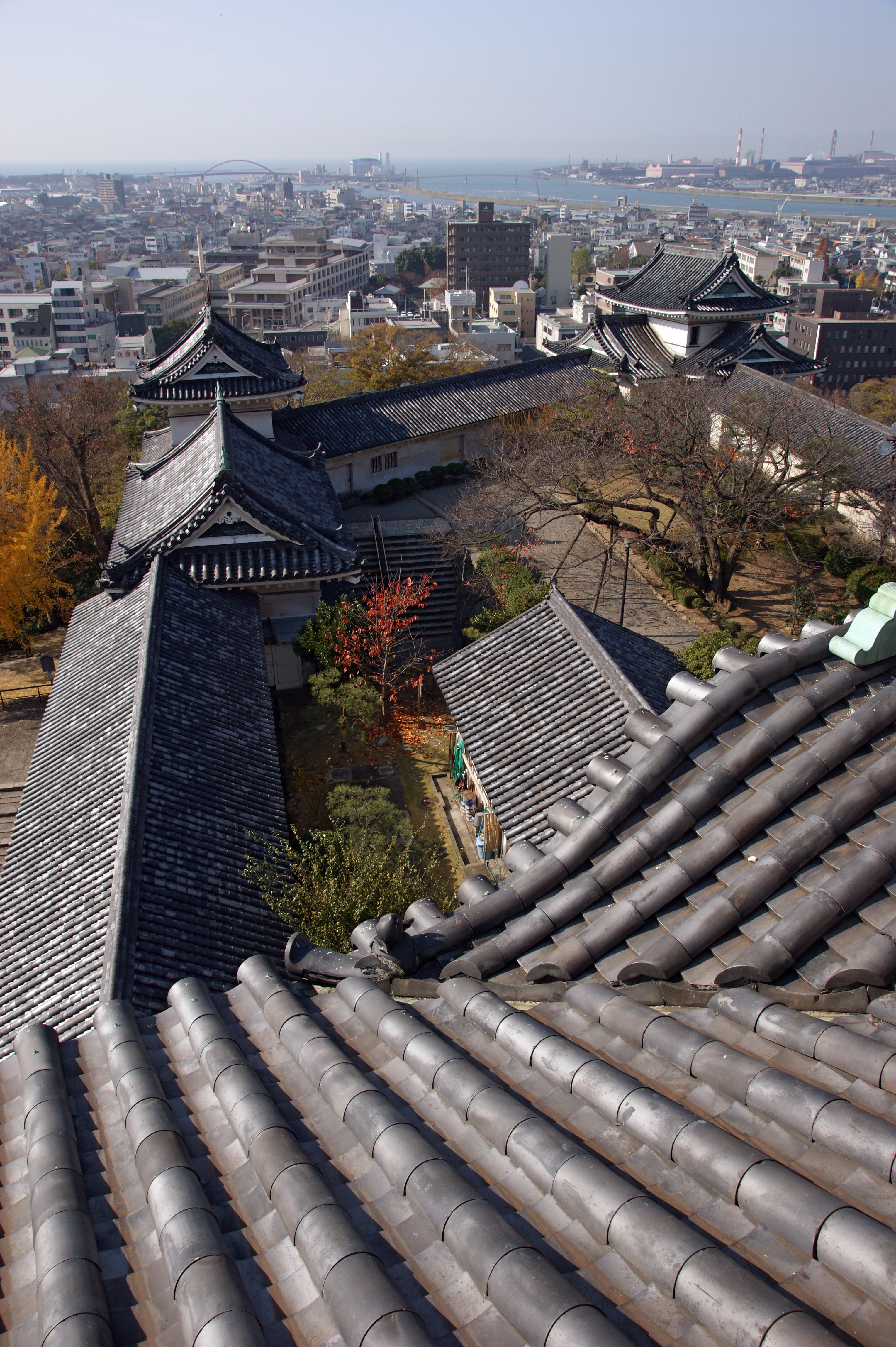
從天守城樓向外俯瞰

慶長5年（1600年）發生關原之戰，戰後桑山一晴被轉封大和國的新莊藩（舊稱布施藩），屬於東軍的淺野幸長成為37萬石的紀伊國和歌山藩的第一代藩主，以和歌山城為居所，進行了和歌山城的修繕。
元和5年（1619年），德川家康的十男德川賴宣成為紀伊國和歌山藩55萬石藩主，開始紀伊德川家的時代。德川賴宣利用這些錢作為1621年和歌山城與城下町擴建的基金。
1655年（明暦元年）11月，與西之丸相接的家臣住所發生火災，西之丸與二之丸都遭到波及。1813年（文化10年），西之丸內部發生火災，西之丸御殿全部燒毀。1846年（弘化3年）7月26日，因為發生雷雨，除了大小天守，御殿本丸主要建築物全部燒毀。
明治4年（1871年）廢藩置縣，和歌山城廢城，許多建築物遭到拆除移往其他地方。其中外城在1885年被移到大阪城，從昭和6年（1931年）起被作為大阪市的迎賓館，但是後來在昭和22年（1947年）毀於火災。
1901年（明治34年），本丸・二之丸一帶開放遊客參觀、成為和歌山公園。和歌山城在1931年（昭和6年）被指定為國家遺址，然後在昭和10年（1935年）和歌山城天守等11棟建築根據國保保存法被指定為國寶。
昭和20年（1945年）7月9日，和歌山城遭到美軍空襲轟炸（和歌山大空襲），天守等11棟建築全部燒毀。財團法人日本城郭協會於2006年（平成18年）2月13日指定和歌山城為日本100名城第62位。

## 結構

### 本丸
因為本丸御殿位於虎伏山山頂附近，所以藩主並未居住在二之丸御殿。紀州德川家初代藩主徳川賴宣與正室瑤林院（加藤清正的女兒）、紀州德川家第14代藩主徳川茂承與正室倫宮則子女王（伏見宮邦家親王的女兒）將都定居在邸宅中。因為倫宮則子女王定居於此，所以本丸又被稱為宮様御殿。
1621年建造的本丸庭園採用寶船外貌來設計，就像是七福庭園。

### 天守曲輪
天守曲輪是菱形狀的平面地基、基壇面積為2,640m2。
- 大天守
- 小天守
- 乾櫓
- 二之門櫓
- 天守二之門（楠門）
- 廚房

#### 天守
天守是大天守與小天守連結式的建築，被稱為連立式城堡。和歌山城與松山城、姬路城合稱日本三大連立式平山城。
原先被火燒燬的天守並不確定是何時興建完成的，目前存在淺野幸長創建説（1600年）與徳川賴宣創建説（1619年）等說法。大天守後來於1850年重建完成，當時是3重且3層建築、天守台平面為菱形。
天守在昭和10年（1935年）根據國保保存法被指定為國寶，但是後來在昭和20年（1945年）7月9日遭到美軍空襲轟炸（和歌山大空襲）而燒毀。現在的天守是1958年重建完成的，當時是根據1850年天守重建時的木工水島平次郎後代子孫榮三郎所收蔵的天守圖，並參考「御天守御普請覚張」來完成的。這次重建工作由東京工業大學名譽教授藤岡通夫指導下完成，以鋼筋混凝土建築來重建。

### 二之丸
初代藩主德川賴宣與第14代藩主德川茂承以外的藩主都住在二之丸御殿。二之丸御殿與江戸城本丸御殿結構類似，區分為表向、中奥與大奥。表向是將軍面見外臣的場所，中奧是將軍辦公起居的處所，大奧則是日本德川幕府將軍的生母、正室（御台所）、側室和各女官（稱為「奧女中」）的住處。

### 西之丸
和歌山城西之丸庭園是江戸時代初期於西之丸御殿建造的日本庭園，是藩主的隠居住所，也被稱為紅葉渓庭園。當時根據和歌山城西北麓地形加以活用，設計出鳶魚閣與二段瀑布。後來和歌山城遭到美軍空襲轟炸（和歌山大空襲），鳶魚閣全部燒毀，直到1972年重建。但是鳶魚閣目前的位置與原先不同，原本鳶魚閣應該位在池塘中央附近。紅松庵則是松下幸之助所捐贈的茶室。西之丸庭園是江戸時代初期遺留下來的大名庭園，被指定為國家名勝。
鶴之渓門遺蹟是淺野時代的鶴之渓庭園殘跡的一部分。西之丸庭園前的山吹谷則是徳川時代的水堀。

### 三之丸
紀州藩重臣水野家與安藤家、三浦家等上流藩士居住的邸宅。廢藩置縣後，這裡成為公立機構與學校、商業建築、辦公建築等和歌山縣中樞機關的所在。

### 御蔵之丸
沿著東堀的石垣是櫓的遺蹟，城兵昇降時使用的巨大雁木依然殘留下來。

### 松之丸
松之丸塔樓是初代藩主德川賴宣眺望紀州富士（龍門山），思念故郷駿河國的地方。

## 戲劇
許多日本時代劇都在和歌山城進行拍攝作業，包括《水戶黄門》、《暴坊將軍》、《影武者德川家康》、《德川風雲錄 八代將軍吉宗》、《天下騷亂〜德川三代的陰謀》與《逃亡者おりん》等。

## 外部連結
- （日語）和歌山城介紹
- （日語）和歌山城管理事務所
- （日語）和歌山城觀光
- （日語）和歌山市的文化財
- （英文）和歌山城介紹
- OpenStreetMap上有關402167963  和歌山城的地理